# Flyadeal
flyadeal (árabe: طيران أديل) es una aerolínea saudí de bajo coste con base en el Aeropuerto Internacional Rey Abdulaziz en Yeda.  Es propiedad de la aerolínea saudí Saudia. La aerolínea comenzó a operar el 23 de septiembre de 2017 con destinos nacionales.

## Historia
Saudia, la aerolínea de bandera de Arabia Saudita, anunció la creación de flyadeal el 17 de abril de 2016. La empresa es parte de la estrategia de transformación SV2020 del Grupo Saudia, que tiene como objetivo elevar las unidades del grupo a un estado de clase mundial para 2020. flyadeal se dirigió a viajeros nacionales, peregrinos de Hach y Umrah y al creciente número de turistas, entre otros grupos. La aerolínea lanzó vuelos el 23 de septiembre de 2017, uniendo Yeda con Riad.

## Destinos
flyadeal sirve los siguientes destinos:
- Abha - Aeropuerto de Abha[2]
- Dammam - Aeropuerto Internacional Rey Fahd
- Yeda - Aeropuerto Internacional Rey Abdulaziz Base
- Casim - Aeropuerto Internacional Príncipe Nayef Bin Abdulaziz
- Riad - Aeropuerto Internacional Rey Khalid
- Tabuk - Aeropuerto Regional de Tabuk
- Jizán - Aeropuerto Regional Rey Abdullah Bin Abdulaziz
- Medina - Aeropuerto Príncipe Mohammad Bin Abdulaziz
- Hail - Aeropuerto de Ha'il
- Taif - Aeropuerto de Ta'if
- Yanbu - Aeropuerto Internacional Príncipe Abdul Mohsin bin Abdulaziz
- Dubái - Aeropuerto Internacional de Dubái

## Flota
La flota de flyadeal posee 3.6 años promedio de flota y consiste de estas aeronaves (noviembre 2024):
| Airbus A320-214  | 11 | — | 186                                         |                                             |                                             |                                             |
| Airbus A320-251N | 25 | — | 186                                         |                                             |                                             |                                             |
| Total            | 36 | — | 3.6 años promedio de flota (noviembre 2024) | 3.6 años promedio de flota (noviembre 2024) | 3.6 años promedio de flota (noviembre 2024) | 3.6 años promedio de flota (noviembre 2024) |

El 7 de julio de 2019, flyadeal reveló su intención de pedir 30 aviones Airbus A320neo con 20 opciones más. flyadeal se había comprometido anteriormente con el Boeing 737 MAX, pero decidió no confirmar su pedido equivalente de 30 aviones y 20 opciones debido a las Suspensión de vuelo del Boeing 737 MAX.  Boeing atribuyó la decisión a "requisitos de programación".
En julio de 2021, se declaró que flyadeal comenzará a recibir el A320neo más adelante en el año, como parte de un pedido de hasta 50 aviones. Los planes futuros de la aerolínea de bajo costo requieren una flota de 100 aviones.

## Accidentes e incidentes
- El 10 de febrero de 2021, se informó que un Airbus A320 de flyadeal sufrió daños después de un ataque con drones hutíes en el Aeropuerto de Abha en Arabia Saudita.[7] No se reportaron heridos y las investigaciones aún están en curso.[8]